# Prometazin
Prometazin (také známý pod názvem promethazin) je antihistaminikum první generace nebo také antiemetikum užívané k léčbě alergie, nespavosti a nevolností. Dříve byl často užíván jako antipsychotikum (neuroleptikum), ale nyní už pro tento účel obecně využíván není. Disponuje přibližně 1/10 síly antipsychotika chlorpromazinu. Prometazin může dále ulevit od příznaků běžného nachlazení a může být užit pro zklidnění agitovaných nebo úzkostných osob. Prometazin je k dispozici jako sirup nebo tablety (obojí užíváno perorálně), dále jako čípek užívaný rektálně nebo také jako intramuskulární injekční přípravek.
Časté nežádoucí příznaky prometazinu jsou únava, nutkání ke spánku, zmatenost aj.; konzumace alkoholu nebo jiných přípravků se sedativním účinkem (benzodiazepiny, barbituráty, opiáty,…) může tyto příznaky zhoršit. Není jisté, zda je užívání prometazinu v těhotenství nebo při kojení bezpečné pro plod/dítě. Léčba prometazinem není doporučována pro děti mladší než 2 roky z důvodu potencionálních nežádoucích příznaků ve formě potíží s dýcháním. Intravenózní podání prometazinu není doporučováno kvůli možnému poškození kožní tkáně. Promethazin patří do skupiny derivátů fenothiazinu společně např. s chlorpromazinem, promazinem nebo levomepromazinem.
Prometazin byl syntetizován ve 40. letech minulého století týmem vědců z laboratoří Rhône-Poulenc. Pro lékařské užití byl ve Spojených státech amerických schválen roku 1951. Promethazin je generické léčivo a je dostupný pod několika obchodními názvy po celém světě. V roce 2019 byl se třemi miliony receptů 174. nejčastěji předepisovaným léčivem v USA.

## Lékařské využití
Promethazin disponuje širokým množstvím možností lékařského využití jeho účinků jako například:
- Sedace
- Léčba nevolnosti a zvracení spojené s anestezií nebo chemoterapií. Běžně nasazován u pacientů po operaci jako antiemetikum. Aktivita promethazinu zastavovat zvracení se zvyšuje společně se zvýšenou dávkou; nicméně zvýšená dávka se rovná zvýšenému výskytu nežádoucích účinků, které tím výši maximální dávky redukují.
- Léčba ranní nevolnosti a nadměrného zvracení v těhotenství (hyperemesis gravidarium). Ve Velké Británii je pro tyto symptomy promethazin lékem první volby. Promethazin je preferován před novějšími přípravky druhé volby (metoklopramid nebo prochlorperazin) díky větším zkušenostem pramenícím z delší doby praktického využití u většího počtu gravidních pacientek.
- Zmírnění příznaků senné rýmy a společně a dalšími medikamenty také k léčbě anafylaxe.
- Pomáhá také zmírnit příznaky běžného nachlazení.
- Léčba kinetózy (včetně vesmírné kinetózy).
- Léčba fetální erytroblastózy (hemolytická nemoc novorozenců).
- Zmírnění předoperační úzkosti.

## Nežádoucí účinky
Některé zdroje dokumentují následující vedlejší účinky:
- Tardivní dyskineze, pseudoparkinsonismus, akutní dystonie (kvůli antagonistickému efektu na dopaminový receptor D2)
- U starších pacientů zmatenost
- Malátnost, motání hlavy, únava, vzácně také závratě
- Účinky na dopaminové a serotoninové receptory
- Sucho v ústech
- Nevolnosti
- Hypoventilace (dechová nedostatečnost) u pacientů mladších dvou let a u pacientů s vážně poškozenou plicní funkcí
- Rozmazené vidění, suchost nosní přepážky, rozšířené zorničky, zácpa a retence moči (kvůli cholinergním efektům)

Méně časté:
- Kardiovaskulární vedlejší účinky (arytmie a snížený krevní tlak)
- Maligní neuroleptický syndrom
- Poškození jater, cholestatická hepatitida
- Myelosuprese (potlačení kostní dřeně) - pokles produkce leukocytů - které může vyústit v:
  - agranulocytózu (kritický pokles granulocytů - druh leukocytů)
  - trombocytopenii (snížené množství trombocytů v krvi)
  - leukopenii (snížené množství leukocytů v krvi)
- Snížená funkce tělesné termoregulace projevující se hypotermií (podchlazením) nebo hypertermií (přehřátím)

Vzácné:
- Záchvaty

Z důvodu zvýšeného rizika výskytu vážnějších nežádoucích příznaků u starších lidí je prometazin uveden na seznamu léků, kterým se vyhnout při léčbě zmíněné skupiny osob. V mnoha zemích (včetně Velké Británie a USA) je prometazin kontraindikován u dětí mladších dvou let a je doporučena velmi vysoká opatrnost při léčbě dětí ve věku 2-6 let kvůli nebezpečí vzniku dechové nedostatečnosti a spánkové apnoe.
Promethazin je veden jako jeden z léků s nejvyšší anticholinergní aktivitou včetně dlouhodobých kognitivních vad.

## Historie
Promethazin byl poprvé syntetizován skupinou chemiků vedené Paulem Charpentierem při laboratoři Rhône-Poulenc (která se později stala částí farmaceutického giganta Sanofi) v počátku 40. let 20. století. Tým se snažil o vylepšení difenhydraminu.

## Obchodní názvy
Promethazin je prodáván pod nespočtem obchodních názvů. Některými z nich jsou Fenazil, Histaloc, Histantil, Histazin, Prometazin, Prothazin aj. Většina obchodních názvů pochází z anglicky a francouzsky mluvících zemí.

### Kombinace s ostatními léčivy
- s acetaminofenem (v ČR paracetamol) jako Algotropyl, Phen Plus nebo Fevril

- s paracetamolem a dextrometorfanem jako "Coldrex Nočná Liečba", "Night Nurse" nebo "Choligrip na noc"

#### Další kombinace
- promethazin + karbocystein
- promethazin + efedrin
- promethazin + dextrometorfan
- promethazin + dextrometorfan + efedrin
- promethazin + dextrometorfan + pseudoefedrin
- promethazin + dextrometorfan + fenylefedrin
- promethazin + kodein
- promethazin + kodein + efedrin
- promethazin + efedrin + dextrometorfan
- promethazin + chlorpromazin + fenobarbital

## Rekreační užití
Promethazin je často součástí sirupů proti kašli obsahujících kodein. Po přidání dalších ingrediencí vzniká droga známá pod názvem lean populární především v subkultuře v USA. Sirupy proti kašli s obsahem kodeinu se oproti Evropě v USA stále hojně předepisují, přístup k droze je o to snazší. Kodein se řadí do skupiny medikamentů známých jako opiáty.

## Soudní spor
V roce 2009 rozhodl v soudním procesu Nejvyšší soud USA o odpovědnosti za škodu způsobenou promethazinem. Dianě Levine, která trpěla migrénami, bylo intravenózně aplikováno léčivo Phenergan od farmaceutické společnosti Wyeth. Látka byla do těla vpravena nesprávně což způsobilo gangrénu a následnou amputaci pravé ruky od loktu dolů. Státní soudce Dianě Levine přiznal odškodnění ve výši 6 milionů amerických dolarů.
Levine se odvolala k Nejvyššímu soudu kvůli konfliktu státního a federálního zákona. Nejvyšší soud potvrdil výnos nižšího státního soudu s odůvodněním, že "[farmaceutická společnost] Wyeth mohla jednoznačně přidat důraznější upozornění o intravenózní aplikaci."
Ve výsledku toto znamená, že výrobci léků mohou být odpovědné za škody na zdraví v případě, že upozornění o možných nežádoucích efektech bude shledáno za nedostatečné vládní agenturou Spojených států pro kontrolu potravin a léčiv (Food and Drug Administration - FDA).
Od 9. září 2009 je od FDA po výrobcích léků vyžadováno, aby na krabičky s léky na bázi prometazinu určených pro injekční užití umisťovali varování, které kontraindikuje subkutánní (podkožní) podání přípravku. Preferovaná cesta vpravení léčiva do organismu je intramuskulární díky sníženému riziku poškození tkání v okolí.